# Albrecht József
Albrecht József (latinosan Albrecht Josephus) (Pozsony, 1791. szeptember 8. – Pozsony, 1846. január 9.) ügyvéd.

## Munkássága
Magyarország történelmét és földrajzát illető cikkeket írt Hormayr Archivjába és Taschenbuchjába. A Pálffyak hercegi ágának levéltárnoka. 1830 táján megírta a család történetét, amely kéziratban maradt, de a „legalaposb, és birálati szorgalommal irt monographiáját” Nagy Iván is felhasználta a Pálffy család leszármazásának megírásakor, sőt nagyrészt erre a műre támaszkodott.

## Művei
- Albrecht Josephus, Monographia historico-diplomatica celeberrimae Gentis Pálffianae, Posonii, 1826: OSzK Kt, Fol. Lat. 3785, f. 30v.
- Das ungarische Munizipalwesen. Hely és év nélkül.